# Théâtre wallon

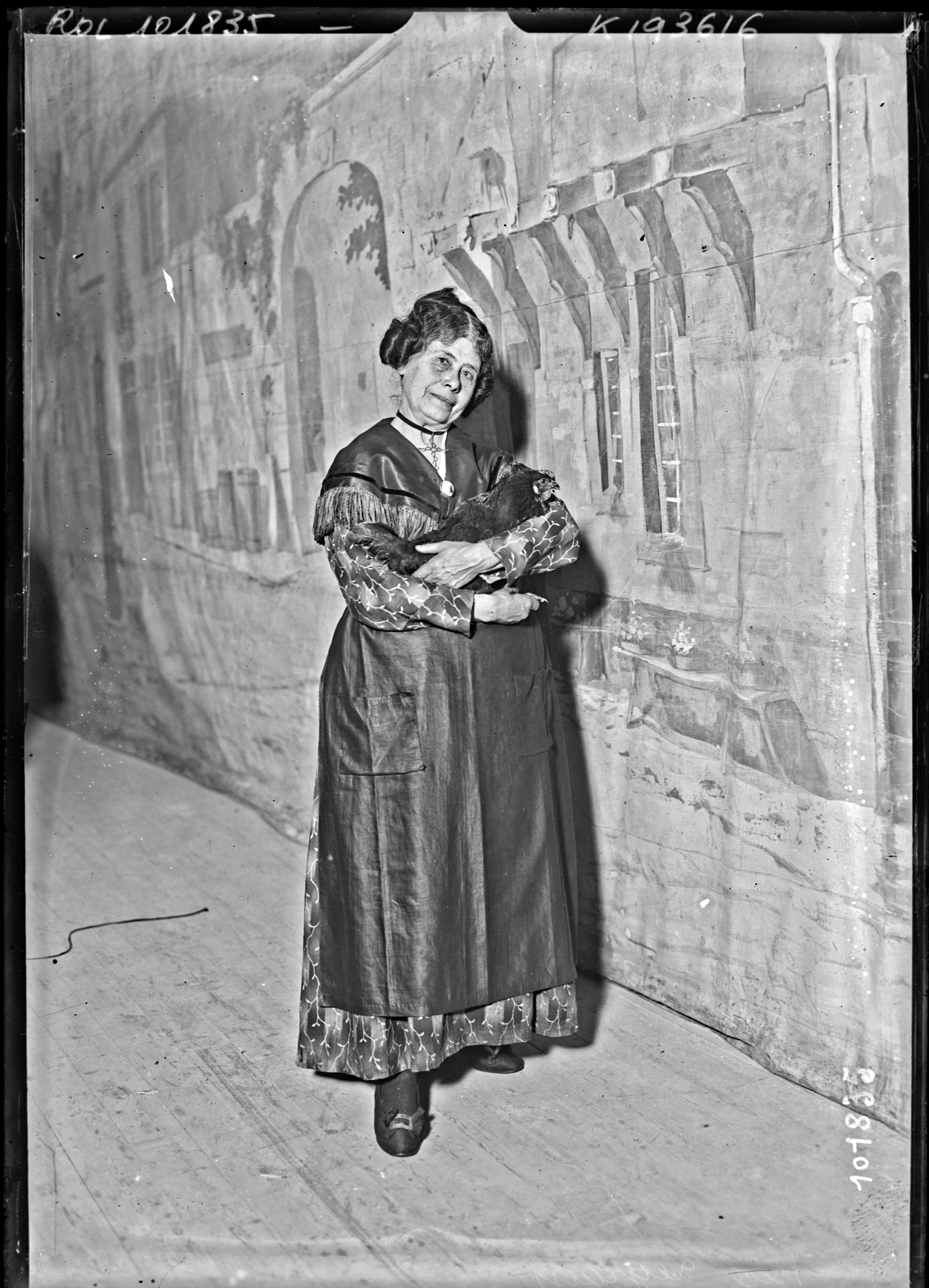
Alice Legrain avec un coq dans ses bras en juin 1925 lors de l'Exposition internationale des Arts décoratifs et industriels modernes où elle présentait un spectacle en wallon

Le théâtre wallon est une activité théâtrale où les acteurs s'expriment en wallon (mais aussi en gaumais et en picard). Les représentations se passent principalement en Wallonie. Il concerne différents genres, mais les comédies de style vaudeville continuent à avoir la faveur du public.

## Historique
Yves Quairiaux estime que 4800 pièces de théâtre ont été réalisées en wallon, pour la période 1860-1914. Durant cette période, le théatre constituait presque le seul divertissement populaire en Wallonie. En 2013, près de 250 troupes sont actives en Wallonie, et le nombre de spectateurs se situe dans une fourchette allant de 300 000 à 350 000 personnes. Aujourd'hui, le théâtre en langue wallonne reste populaire dans la région, avec plus de 200 troupes non professionnelles, jouant dans les villes et villages de Wallonie, pour un public de plus de 200.000 personnes chaque année.

### À Liège
En 1757, quelques notables liégeois participants aux réunions littéraires du chanoine Simon de Harlez créent le Théâtre ligeois. Avec Vivario, Fabry et Cartier, il compose Li Voyège di Chofontaine (Le voyage à Chaudfontaine, station thermale située non loin de Liège) où ils font des jeux d'esprit aux dépens du petit peuple liégeois. Cet opéra qui sert de livret aux compositions de Jean-Noël Hamal eut un grand succès. Le théâtre ligeois comporte également trois autres pièces : Li Ligeois égayi de Fabry, Li Fiesse di Hout-si-plout (la fête à Hout-si-plout) de Vivario et les Hypocondes de Harlez. Le théâtre wallon n'est pas encore très construit et reste un divertissement pour gens lettrés pendant un siècle. 

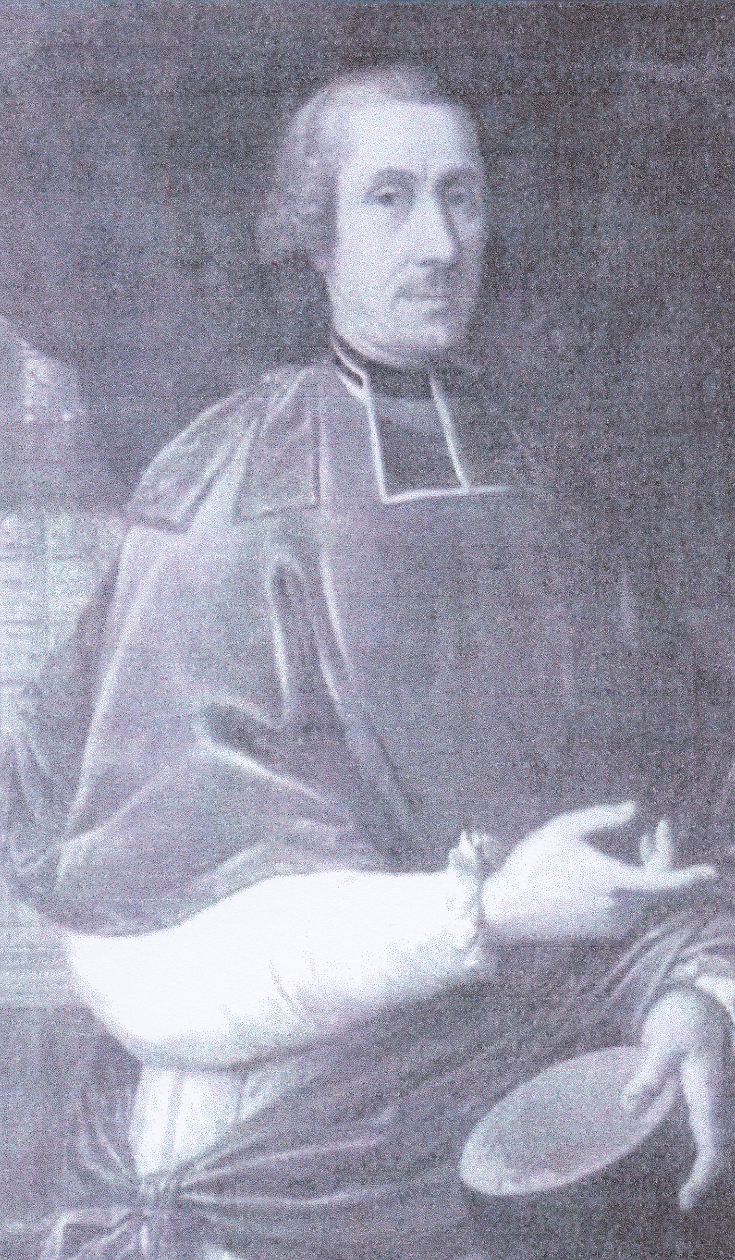
Simon-Joseph de Harlez

C'est après la création de la Société de littérature wallonne en 1856 que le théâtre wallon devient populaire. Cette société crée, en effet, un concours pour encourager l'activité littéraire. Le premier à remporter le concours fut André Delchef avec Li Galant del siervante en 1857. Le compositeur, Eugène Ysaÿe, réalise, en 1931, l'opéra, Pire li Houyeu (Pierre le mineur), œuvre qui rend hommage aux conditions de vie des mineurs de la fin du XIXe siècle.
En 1931, à l'initiative d'Émile Van Cutsem, président de la fédération wallonne du Brabant, le roi Albert décide de récompenser le vainqueur d'une compétition annuelle par la Coupe du roi. C'est le Cercle wallon de Couillet qui remporta le premier trophée en 1932 avec la pièce Tintin. La compétition fut interrompue pendant la Seconde Guerre mondiale mais reprit après les hostilités. En 2012, le 75e trophée fut remis à la Compagnie Marius Staquet de Mouscron.

### En Hainaut
En Hainaut, Franz Michaux (Gosselies, 1912-1994), écrivain de langue française et de langue wallonne, dont les pièces de théâtre en wallon furent écrites et représentées en captivité dans les camps allemands, est considéré comme le dramaturge en langue dialectale le plus important durant la Seconde Guerre mondiale,.

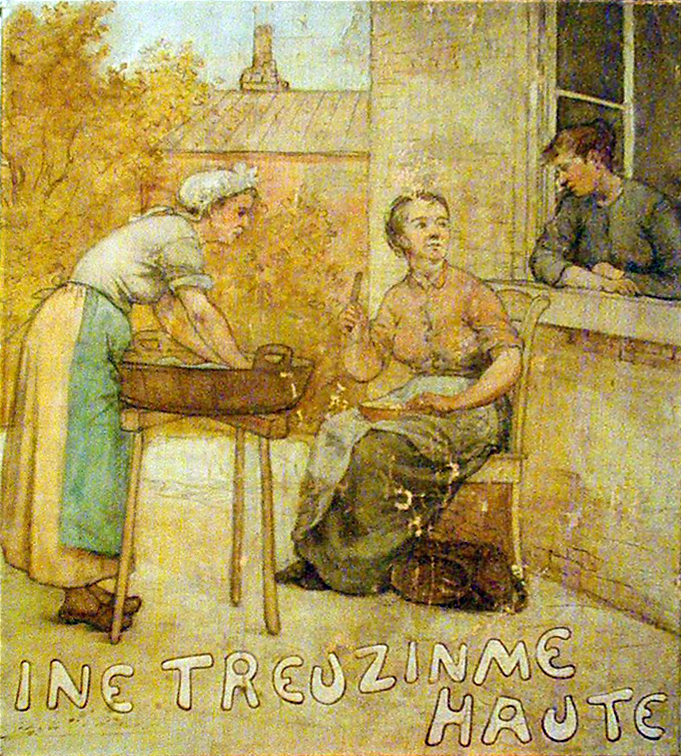
Projet d'affiche d'Armand Rassenfosse pour la pièce Ine treuzinme haute.
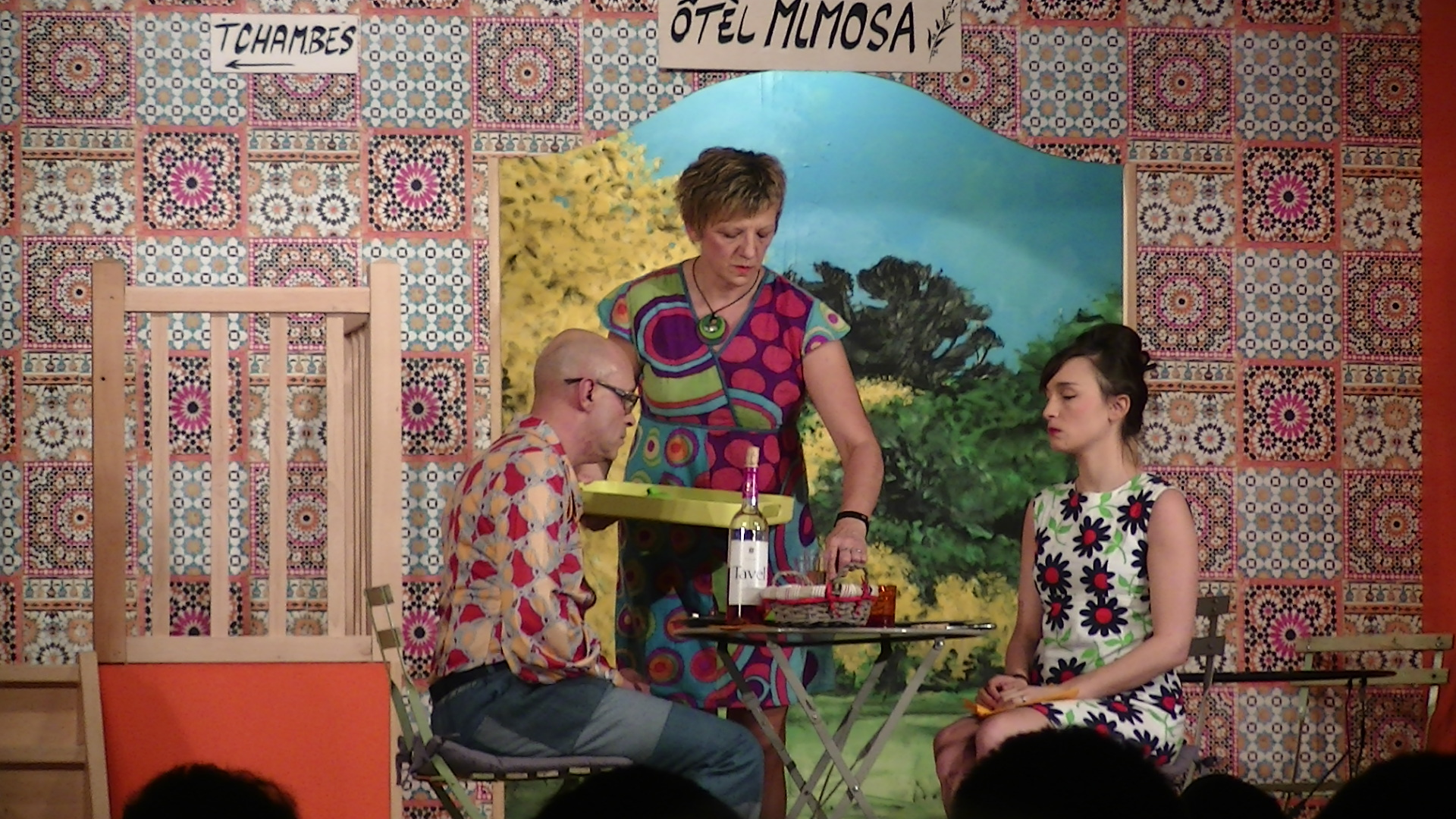
Scène d'une adaptation de Pierre Chesnot à Vesqueville (2018) avec des panneaux en wallon
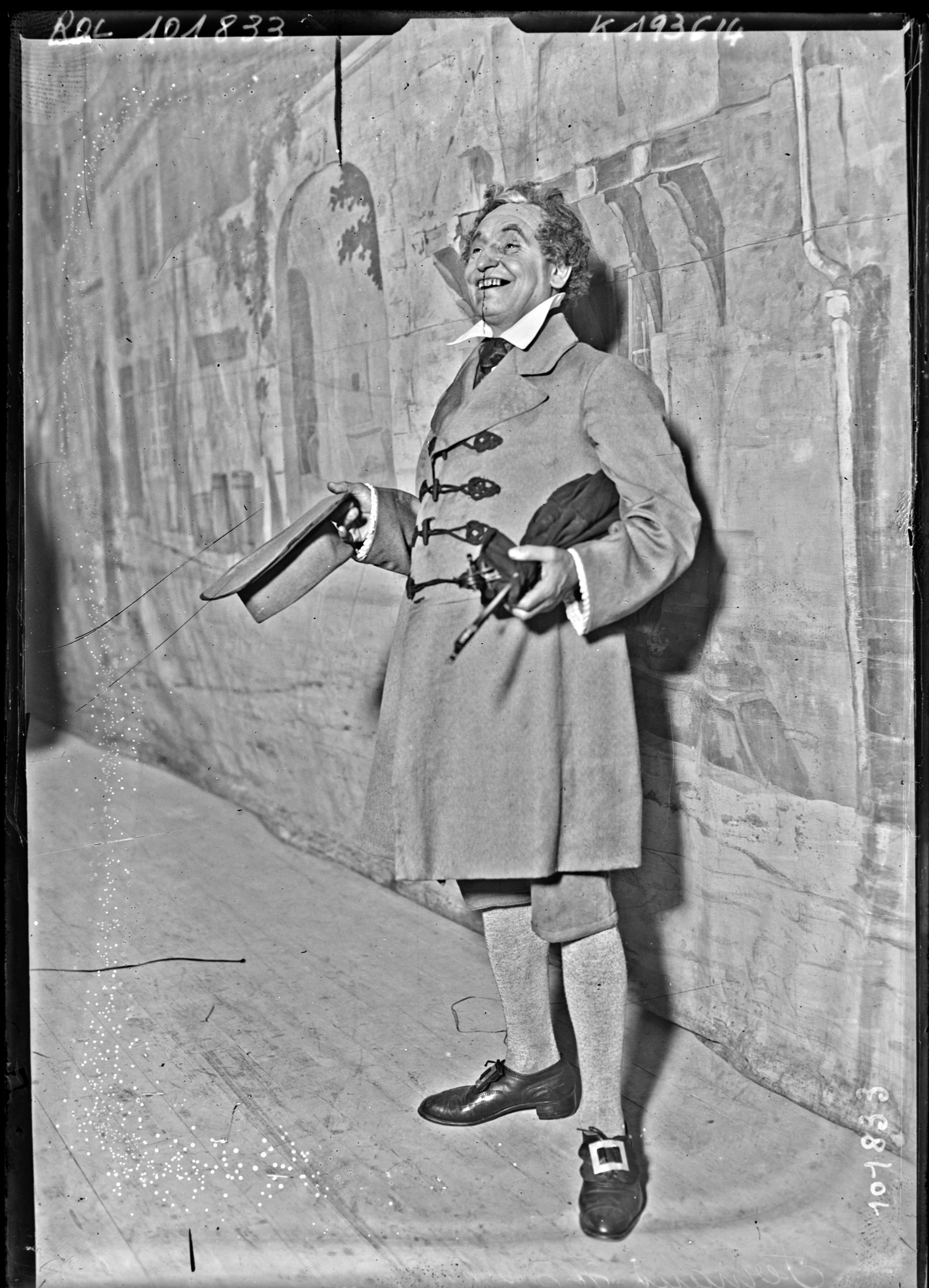
Fernand Halleux, 1925

## Structuration du secteur
Fondée en 1930, l'Union Culturelle Wallonne (anciennement l'Union Royale des Fédérations Dramatiques et Littéraires Wallonnes) avait initialement pour mission de promouvoir le théâtre — notamment amateur — en langues régionales romanes. À partir de 1994, elle se positionne davantage comme un groupe d'intérêt, en établissant un « projet culturel global » plus ambitieux. Sa revendication d'établir une Fondation culturelle wallonne financée par un partenariat public-privé, émise à cette époque, est toutefois restée sans suite.
C'est cette association sans but lucratif qui organise chaque année le Grand Prix du Roi Albert 1er, le principal prix dédié au théâtre wallon.